# Arturo Alegría
Luis Arturo Alegría García (Lima, Perú, 3 de agosto de 1990) es un empresario y político peruano. Es congresista de la república por San Martín para el periodo parlamentario 2021-2026.

## Biografía
Luis Arturo nació el 3 de agosto de 1988 en la ciudad peruana de Lima.
Estudió la carrera de Ingeniería de Sistemas en la Universidad San Ignacio de Loyola. Sin embargo, no llegó a concluirla.
Laboró como asesor en el Congreso de la República desde 2009 hasta  2020.

## Carrera política
Estuvo afiliado al Partido Popular Cristiano desde julio de 2010 hasta agosto de 2015.

### Congresista
En las elecciones parlamentarias de 2021, postuló al Congreso encabezando la lista de San Martín por el partido fujimorista Fuerza Popular y resultó elegido para el periodo parlamentario 2021-2026 con 2443 votos.
En el Parlamento ejerce como vocero de la bancada de Fuerza Popular y fue presidente de la Comisión Bicentenario, donde generó polémica por el gasto de más de 137 000 soles por solo sesionar 4 veces.
Fue denunciado en la Comisión de Ética por hacer lobby a favor de la empresa Repsol.
Tras el fallecimiento del congresista Nano Guerra, el puesto de primer vicepresidente del Congreso quedó vacante. Fue propuesto por la Bancada de Fuerza Popular para ocupar el cargo. El 5 de octubre de 2023, tras una votación en la cual obtuvo 89 votos a favor, Alegría fue elegido como nuevo primer vicepresidente del Parlamento.